# Superliga de Serbia 2018-19
La temporada 2018-19 fue la 13ª edición de la Superliga de Serbia, la máxima categoría del fútbol serbio. La competición se inició el 21 de julio de 2018 y finalizó el 19 de mayo de 2019. El Estrella Roja de Belgrado el vigente campeón, logró revalidar la corona, logrando su título número 11 en la Superliga.

## Formato
Los 16 equipos participantes jugaron entre sí todos contra todos dos veces totalizando 30 partidos cada uno. Al término de la fecha 30 los 8 primeros pasaron a jugar en el Grupo campeonato, mientras que los 8 restantes lo hicieron en el Grupo descenso: dentro de cada grupo los equipos jugaron entre sí una sola vez, sumando 7 partidos más.
El primer clasificado del grupo campeonato obtiene un cupo para la segunda ronda de la Liga de Campeones de la UEFA 2019-20, mientras que el segundo y tercer clasificado obtienen un cupo para la primera ronda de la Liga Europa de la UEFA 2019-20; por otro lado los dos últimos clasificados del grupo descenso descienden a la Prva Liga Srbija 2019-20.
Un tercer cupo para la primera ronda de la Liga Europea 2019-20 es asignado al campeón de la Copa de Serbia.

## Ascensos y descensos
Un total de 16 equipos disputan la liga, los clubes Javor Ivanjica y Borac Čačak descendidos la temporada anterior son reemplazados para este torneo por el campeón y subcampeón de la Primera Liga Serbia, el Proleter Novi Sad y Dinamo Vranje respectivamente.
| Pos. | Descendidos de la Superliga de Serbia 2017-18 |
| ---- | --------------------------------------------- |
| 15.º | FK Javor Ivanjica                             |
| 16.º | FK Borac Čačak                                |

| Pos. | Ascendidos de la Primera Liga Serbia 2017-18 |
| ---- | -------------------------------------------- |
| 1.º  | FK Proleter Novi Sad                         |
| 2.º  | FK Dinamo Vranje                             |

## Equipos participantes
| Equipo                 | Ciudad        | Estadio                     | Capacidad |
| ---------------------- | ------------- | --------------------------- | --------- |
| FK Čukarički           | Belgrado      | Stadion Čukarički           | 4.070     |
| FK Dinamo Vranje       | Vranje        | Surdulica City Stadium      | 3.370     |
| FK Estrella Roja       | Belgrado      | Estadio Estrella Roja       | 55.538    |
| FK Napredak Kruševac   | Kruševac      | Stadion Mladost Kruševac    | 10.811    |
| FK Mačva Šabac         | Šabac         | Gradski stadion Šabac       | 8.000     |
| FK Mladost Lučani      | Lučani        | Stadion Mladost Lučani      | 8.000     |
| FK Bačka Bačka Palanka | Backa Palanka | Stadion Slavko Maletin Vava | 5.500     |
| FK Partizan            | Belgrado      | Estadio Partizan            | 34.000    |
| FK Proleter Novi Sad   | Novi Sad      | Estadio Karađorđe           | 14.458    |
| FK Rad Belgrado        | Belgrado      | Stadion Kralj Petar I       | 6.000     |
| FK Radnički Niš        | Niš           | Stadion Čair                | 18.151    |
| FK Radnik Surdulica    | Surdulica     | Surdulica City Stadium      | 3.370     |
| FK Spartak Subotica    | Subotica      | Gradski stadion Subotica    | 13.000    |
| FK Vojvodina           | Novi Sad      | Estadio Karađorđe           | 14.458    |
| FK Voždovac            | Belgrado      | Stadion Voždovac            | 5.200     |
| FK Zemun               | Belgrado      | Zemun Stadium               | 10.000    |

## Tabla de posiciones

### Temporada regular
| Pos. | Equipo              | Pts. | PJ | G  | E  | P  | GF | GC | Dif. | Clasificación                     |
| ---- | ------------------- | ---- | -- | -- | -- | -- | -- | -- | ---- | --------------------------------- |
| 1    | Estrella Roja       | 84   | 30 | 27 | 3  | 0  | 80 | 16 | +64  | Clasificación al Grupo Campeonato |
| 2    | Radnički Niš        | 75   | 30 | 23 | 6  | 1  | 58 | 17 | +41  | Clasificación al Grupo Campeonato |
| 3    | FK Partizan         | 54   | 30 | 15 | 9  | 6  | 45 | 20 | +25  | Clasificación al Grupo Campeonato |
| 4    | FK Čukarički        | 54   | 30 | 15 | 9  | 6  | 48 | 25 | +23  | Clasificación al Grupo Campeonato |
| 5    | Mladost Lučani      | 46   | 30 | 13 | 7  | 10 | 39 | 29 | +10  | Clasificación al Grupo Campeonato |
| 6    | Napredak Kruševac   | 41   | 30 | 10 | 11 | 9  | 32 | 35 | −3   | Clasificación al Grupo Campeonato |
| 7    | FK Vojvodina        | 39   | 30 | 10 | 9  | 11 | 24 | 26 | −2   | Clasificación al Grupo Campeonato |
| 8    | Proleter Novi Sad   | 38   | 30 | 9  | 11 | 10 | 31 | 29 | +2   | Clasificación al Grupo Campeonato |
| 9    | Spartak Subotica    | 38   | 30 | 10 | 8  | 12 | 32 | 40 | −8   | Clasificación al Grupo Descenso   |
| 10   | Radnik Surdulica    | 38   | 30 | 11 | 5  | 14 | 25 | 35 | −10  | Clasificación al Grupo Descenso   |
| 11   | FK Voždovac         | 37   | 30 | 11 | 4  | 15 | 28 | 37 | −9   | Clasificación al Grupo Descenso   |
| 12   | Mačva Šabac         | 32   | 30 | 8  | 8  | 14 | 16 | 26 | −10  | Clasificación al Grupo Descenso   |
| 13   | Bačka Bačka Palanka | 25   | 30 | 6  | 7  | 17 | 26 | 54 | −28  | Clasificación al Grupo Descenso   |
| 14   | Rad Belgrado        | 21   | 30 | 4  | 9  | 17 | 16 | 39 | −23  | Clasificación al Grupo Descenso   |
| 15   | Dinamo Vranje       | 20   | 30 | 5  | 5  | 20 | 18 | 62 | −44  | Clasificación al Grupo Descenso   |
| 16   | FK Zemun            | 18   | 30 | 3  | 9  | 18 | 19 | 47 | −28  | Clasificación al Grupo Descenso   |

 Fuente: SuperLiga (en serbio), Soccerway
Criterios de clasificación: 1) Puntos; 2) puntos entre sí; 3) diferencia de goles; 4) Goles marcados.

### Resultados
| Local \ Visitante   | BAČ | ČUK | DVR | MAČ | MLA | NAP | PAR | PNS | RAD | RNI | RSU | RSB | SPA | VOJ | VOŽ | ZEM |
| ------------------- | --- | --- | --- | --- | --- | --- | --- | --- | --- | --- | --- | --- | --- | --- | --- | --- |
| Bačka Bačka Palanka |     | 1–1 | 5–1 | 0–1 | 0–2 | 3–3 | 0–3 | 0–1 | 1–0 | 0–2 | 1–0 | 1–3 | 2–1 | 0–0 | 1–0 | 2–0 |
| Čukarički           | 3–0 |     | 6–1 | 1–0 | 0–0 | 2–1 | 1–1 | 1–0 | 2–1 | 1–1 | 2–0 | 1–2 | 3–1 | 1–0 | 3–0 | 1–1 |
| Dinamo Vranje       | 1–1 | 0–0 |     | 1–0 | 1–3 | 4–0 | 0–1 | 2–4 | 0–1 | 0–4 | 0–3 | 0–3 | 1–0 | 1–3 | 1–2 | 1–0 |
| Mačva Šabac         | 2–0 | 1–0 | 0–0 |     | 0–1 | 1–0 | 1–3 | 2–1 | 0–0 | 0–0 | 1–2 | 0–2 | 0–0 | 0–0 | 2–0 | 0–2 |
| Mladost Lučani      | 5–0 | 3–4 | 2–0 | 1–2 |     | 2–0 | 1–1 | 1–0 | 0–0 | 0–1 | 1–0 | 1–3 | 2–1 | 1–0 | 3–1 | 2–1 |
| Napredak Kruševac   | 1–1 | 1–1 | 3–0 | 2–0 | 4–1 |     | 1–0 | 1–1 | 1–0 | 1–2 | 1–1 | 0–3 | 0–0 | 0–0 | 0–0 | 1–0 |
| Partizan            | 1–0 | 3–2 | 6–0 | 0–0 | 0–0 | 1–1 |     | 3–0 | 1–0 | 0–1 | 2–0 | 1–1 | 1–3 | 2–0 | 4–0 | 1–0 |
| Proleter Novi Sad   | 3–0 | 0–0 | 0–0 | 1–0 | 2–0 | 1–1 | 0–1 |     | 0–0 | 1–2 | 0–0 | 0–2 | 2–2 | 0–1 | 2–1 | 4–1 |
| Rad                 | 1–1 | 0–3 | 1–1 | 1–0 | 1–1 | 0–2 | 0–3 | 1–3 |     | 0–0 | 3–1 | 0–3 | 1–1 | 0–1 | 0–1 | 2–2 |
| Radnički Niš        | 5–1 | 2–0 | 2–0 | 3–0 | 1–0 | 3–3 | 2–2 | 3–1 | 2–0 |     | 4–1 | 2–2 | 3–0 | 1–0 | 1–0 | 2–0 |
| Radnik Surdulica    | 3–2 | 1–0 | 2–0 | 0–1 | 1–0 | 1–0 | 1–0 | 0–0 | 1–0 | 1–2 |     | 0–1 | 0–0 | 0–1 | 2–1 | 2–1 |
| Red Star Belgrade   | 3–1 | 2–1 | 3–0 | 2–1 | 2–1 | 3–0 | 1–1 | 4–0 | 3–1 | 2–0 | 6–0 |     | 3–0 | 4–0 | 2–0 | 4–0 |
| Spartak Subotica    | 3–0 | 1–2 | 2–0 | 1–0 | 1–0 | 0–1 | 0–0 | 0–4 | 1–0 | 1–4 | 3–2 | 1–3 |     | 0–1 | 3–2 | 2–2 |
| Vojvodina           | 2–0 | 0–0 | 2–0 | 1–1 | 1–1 | 0–1 | 3–2 | 0–0 | 1–2 | 0–1 | 1–0 | 1–4 | 1–2 |     | 3–0 | 0–0 |
| Voždovac            | 1–0 | 1–3 | 2–0 | 1–0 | 1–1 | 4–0 | 1–0 | 0–0 | 2–0 | 0–1 | 1–0 | 1–2 | 0–0 | 1–0 |     | 3–1 |
| Zemun               | 2–2 | 0–3 | 1–2 | 0–0 | 0–3 | 0–2 | 0–1 | 0–0 | 1–0 | 0–1 | 0–0 | 1–2 | 0–2 | 1–1 | 2–1 |     |

## Segunda fase
- Los puntos de la temporada regular se redujeron a la mitad con la mitad de los puntos redondeados. Los equipos jugaran entre sí una vez.

### Grupo campeonato
| Pos. | Equipo                        | Pts. | PJ | G  | E  | P  | GF | GC | Dif. |                                                               |
| ---- | ----------------------------- | ---- | -- | -- | -- | -- | -- | -- | ---- | ------------------------------------------------------------- |
| 1    | Estrella Roja de Belgrado (C) | 60   | 37 | 33 | 3  | 1  | 97 | 20 | +77  | Clasifica a Liga de Campeones de la UEFA 2019-20              |
| 2    | Radnički Niš                  | 48   | 37 | 25 | 10 | 2  | 71 | 30 | +41  | Primera fase clasificatoria de Liga Europa de la UEFA 2019-20 |
| 3    | FK Partizan                   | 42   | 37 | 20 | 9  | 8  | 58 | 28 | +30  | Primera fase clasificatoria de Liga Europa de la UEFA 2019-20 |
| 4    | FK Čukarički                  | 39   | 37 | 18 | 12 | 7  | 63 | 36 | +27  | Primera fase clasificatoria de Liga Europa de la UEFA 2019-20 |
| 5    | Mladost Lučani                | 34   | 37 | 16 | 9  | 12 | 49 | 37 | +12  |                                                               |
| 6    | Napredak Kruševac             | 28   | 37 | 12 | 12 | 13 | 46 | 50 | −4   |                                                               |
| 7    | FK Vojvodina                  | 22   | 37 | 10 | 11 | 16 | 27 | 43 | −16  |                                                               |
| 8    | Proleter Novi Sad             | 22   | 37 | 10 | 11 | 16 | 34 | 41 | −7   |                                                               |

 Fuente: SuperLiga (en serbio), Soccerway
Criterios de clasificación: 1) Puntos; 2) puntos entre sí; 3) diferencia de goles; 4) Goles marcados.

#### Resultados
| Local \ Visitante | ČUK | MLA | NAP | PAR | PNS | RNI | RSB | VOJ |
| ----------------- | --- | --- | --- | --- | --- | --- | --- | --- |
| Čukarički         |     |     | 5–2 |     | 3–0 |     | 3–2 | 1–1 |
| Mladost Lučani    | 1–1 |     | 2–1 |     |     |     |     | 3–1 |
| Napredak Kruševac |     |     |     |     | 2–0 | 3–3 |     | 5–0 |
| Partizan          | 3–0 | 2–1 | 2–1 |     | 2–0 |     |     |     |
| Proleter Novi Sad |     | 0–1 |     |     |     | 2–3 | 0–1 |     |
| Radnički Niš      | 2–2 | 2–2 |     | 3–1 |     |     |     | 0–0 |
| Estrella Roja     |     | 1–0 | 3–0 | 2–1 |     | 3–0 |     |     |
| Vojvodina         |     |     |     | 1–2 | 0–1 |     | 0–5 |     |

### Grupo descenso
| Pos. | Equipo              | Pts. | PJ | G  | E  | P  | GF | GC | Dif. | Clasificación                     |
| ---- | ------------------- | ---- | -- | -- | -- | -- | -- | -- | ---- | --------------------------------- |
| 9    | Radnik Surdulica    | 28   | 37 | 13 | 8  | 16 | 38 | 45 | −7   |                                   |
| 10   | Spartak Subotica    | 27   | 37 | 12 | 10 | 15 | 41 | 49 | −8   |                                   |
| 11   | FK Voždovac         | 25   | 37 | 12 | 7  | 18 | 36 | 48 | −12  |                                   |
| 12   | Mačva Šabac         | 25   | 37 | 10 | 11 | 16 | 24 | 38 | −14  |                                   |
| 13   | Rad Belgrado        | 23   | 37 | 7  | 12 | 18 | 22 | 44 | −22  |                                   |
| 14   | Dinamo Vranje       | 23   | 37 | 9  | 6  | 22 | 24 | 67 | −43  | Disputa playoff de descenso       |
| 15   | FK Zemun            | 21   | 37 | 6  | 12 | 19 | 36 | 53 | −17  | Descenso a la Primera Liga Serbia |
| 16   | Bačka Bačka Palanka | 18   | 37 | 7  | 9  | 21 | 31 | 68 | −37  | Descenso a la Primera Liga Serbia |

 Fuente: SuperLiga (en serbio), Soccerway
Criterios de clasificación: 1) Puntos; 2) puntos entre sí; 3) diferencia de goles; 4) Goles marcados.

#### Resultados
| Local \ Visitante   | BAČ | DVR | MAČ | RAD | RSU | SPA | VOŽ | ZEM |
| ------------------- | --- | --- | --- | --- | --- | --- | --- | --- |
| Bačka Bačka Palanka |     | 0–1 | 2–2 | 1–2 |     |     |     |     |
| Dinamo Vranje       |     |     |     |     |     | 2–1 | 1–0 | 1–0 |
| Mačva Šabac         |     | 2–0 |     | 0–0 |     | 2–1 |     | 1–5 |
| Rad Belgrado        |     | 1–0 |     |     | 1–0 |     |     | 1–1 |
| Radnik Surdulica    | 1–1 | 1–1 | 3–0 |     |     |     | 4–2 |     |
| Spartak Subotica    | 0–1 |     |     | 2–0 | 3–3 |     | 2–1 |     |
| Voždovac            | 1–0 |     | 1–1 | 1–1 |     |     |     | 2–2 |
| Zemun               | 7–0 |     |     |     | 2–1 | 0–0 |     |     |

## Playoffs de descenso
- Se disputa entre el equipo ubicado en la undécima posición de la Superliga el Dinamo Vranje y el tercero de la Primera Liga Serbia el FK Inđija. El vencedor se asegura un cupo en la Superliga 2019-20.
| Equipo 1  | Agr.  | Equipo 2         | Ida   | Vuelta |
| --------- | ----- | ---------------- | ----- | ------ |
| FK Inđija | 3 - 2 | FK Dinamo Vranje | 3 - 0 | 0 - 2  |

- El FK Inđija logra el ascenso a la Superliga, FK Dinamo Vranje desciende a la Primera Liga Serbia.

## Goleadores
- Actualización final el 19 de mayo de 2019.
| Pos | Jugador                 | Club                      | Goles |
| --- | ----------------------- | ------------------------- | ----- |
| 1   | Nermin Haskić           | FK Radnički Niš           | 24    |
| 2   | Ricardo Gomes           | FK Partizan               | 20    |
| 3   | Ognjen Mudrinski        | FK Čukarički              | 18    |
| 4   | El Fardou Ben Nabouhane | Estrella Roja de Belgrado | 17    |
| 5   | Aleksa Vukanović        | Estrella Roja de Belgrado | 14    |
| 6   | Richmond Boakye         | Estrella Roja de Belgrado | 13    |
| 6   | Aleksandar Pejović      | FK Mladost Lučani         | 13    |
| 6   | Igor Zlatanović         | FK Radnik Surdulica       | 13    |